# Vivo (Fluss)
Der Vivo ist ein Fluss mit 15 km Länge in der Region Toskana, Italien, der die Provinzen Siena und Grosseto von Ost nach West durchläuft.

## Verlauf
Der Torrente Vivo entspringt an den Sorgenti dell’Ermicciolo (1007 Höhenmeter) oberhalb des Ortskerns von Vivo d’Orcia (Gemeinde Castiglione d’Orcia, 870 Höhenmeter) an den nördlichen Ausläufern des Berges Monte Amiata. Kurz danach passiert er die Verteilerstelle, wo das Wasser für die Wasserversorgung von Siena abgeleitet wird. Er fließt westlich des Ortskerns von Vivo d’Orcia und des Eremo del Vivo (809 Höhenmeter) vorbei. Nach 5 km verlässt er das Gemeindegebiet von Castiglione d’Orcia und die Provinz Siena nach Westen fließend und dringt nach Seggiano in der Provinz Grosseto vor. Hier fließt er unterhalb des historischen Zentrums und bleibt für insgesamt 10 km im Ortsgebiet. Danach berührt er kurz das nördliche Gemeindegebiet von Castel del Piano, wo er nahe dem Ortsteil Montegiovi als rechter Nebenfluss dem Ente zufließt.

## Acquedotto del Vivo (Acquedotto di Siena)
Am Ende des 19. Jahrhunderts wurde die Wasserversorgung von Siena, die sogenannten Bottini di Siena, die über ein über 15 km langes Kanalsystem Wasser aus dem Chianti nach Siena brachten und dort unterirdisch verteilt wurden, als nicht mehr ausreichend in Qualität und Quantität betrachtet. So begannen 1873 Untersuchungen über die Wasserqualität, die zu negativem Ergebnissen führten. Ab 1886 erfolgten Nachforschungen, ob der Arbia oder der Elsa die Bottini nicht ergänzen könnten, auch wurden Staggia, Bozzone und der Tressa untersucht, bei diesen aber die Wasserhärte mit 30 Französischen Grad als zu Hart befunden. Die Wahl für die Quelle der unterstützenden Wasserzufuhr fiel 1895 auf den Vivo, als der seneser Bürgermeister Enrico Falaschi mit den Eigentümern der Ländereien in Vivo d’Orcia, den Grafen Cervini, einen Vorvertrag abschloss, der schließlich am 4. Januar 1899 in einen endgültigen umgewandelt wurde. Die Stadt Siena bezahlte für die Grundstücke 51.428 Lire an die Grafen, bezahlbar bis 1902. Dabei wurden günstige Finanzierungen und langfristige Kredite sowie Spenden der Monte dei Paschi di Siena verwendet. Als Baufirma wählte der seneser Bürgermeister Alessandro Lisini die Firma Fonderia del Pignone aus Florenz, Bauleiter war ab dem 2. Juni 1903 Luciano Conti (1868–1940), der 1911 für sein Werk gemeinsam mit der Stadt Siena prämiert wurde (Gran Premio der Esposizione Internazionale d’igiene sociale, Rom 1911–1912). Ausgangspunkt des Aquädukts sind die Sorgenti dell’Ermicciolo kurz außerhalb von Vivo d’Orcia und nahe dem Ermicciolo (Oratorio di San Benedetto). Der Wasserspeicher (Deposito) wurde von 1928 an gebaut und am 4. Oktober 1931 eingeweiht. Das Aquädukt selbst wurde am 15. Mai 1914 eingeweiht, die letzten Arbeiten daran waren 1918 beendet. Der Verlauf des Aquädukts führt über die damals neu errichteten Brücken der Sturzbäche Scodellino und Ansedonia und danach über den Ort Monte Amiata (auch Monte Amiata Scalo oder Monte Amiata Stazione genannt), einem Ort an der Grenze von Castiglione d’Orcia und Montalcino, wo er den Fluss Orcia an der für den künstlichen Wasserweg gebauten Brücke überquert (1944 durch Bomben zerstört und später wieder neu errichtet). Er überfließt danach den Ombrone und tritt nach Casciano (Ortsteil von Murlo) in das Gemeindegebiet von Siena ein. Das Wasser erreichte hier Siena nahe dem Stadttor Porta San Marco (südliches Stadtgebiet) nach 64 km, in Siena selbst hatte es nochmal ein Verteilungsnetz von 35 km. 1926 wurde vom Architekten Mario Vanni das Serbatoio di Vico Alto (Wasserspeicher im seneser Ortsteil Vico Alto, nördliches Stadtgebiet) errichtet, das 1945 von der Wehrmacht auf dem Rückzug zerstört und später wieder aufgebaut wurde und heute noch aktiv ist. Das Einzugsgebiet der Wasserquelle wurde nach dem Zweiten Weltkrieg erweitert, hinzu kam das Aquädukt des Flusses Ente, das ab der Presa di Burlana abgeleitet wurde.

## Bilder

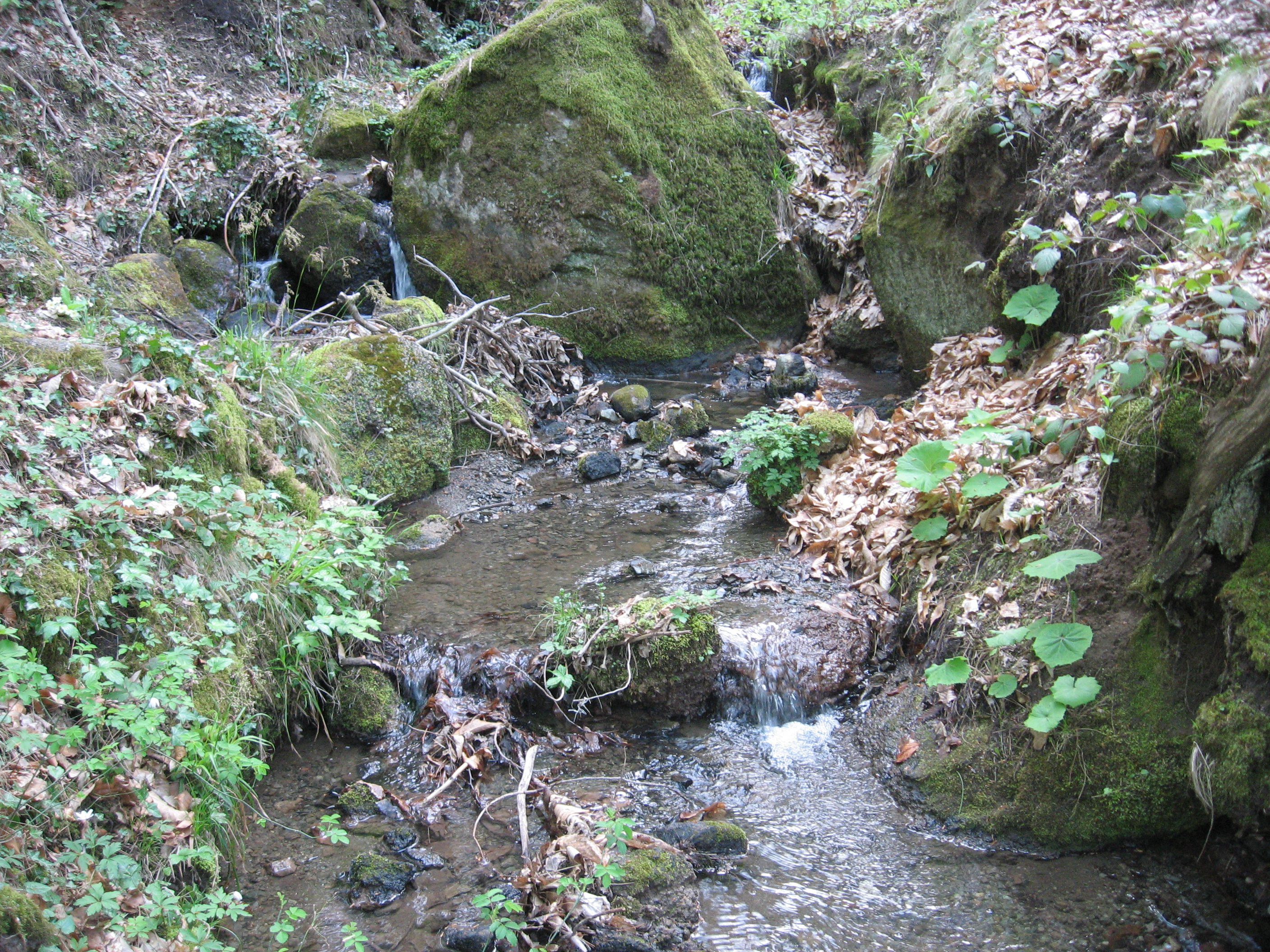
Der Vivo nahe der Quelle und nahe dem Ort Vivo d’Orcia
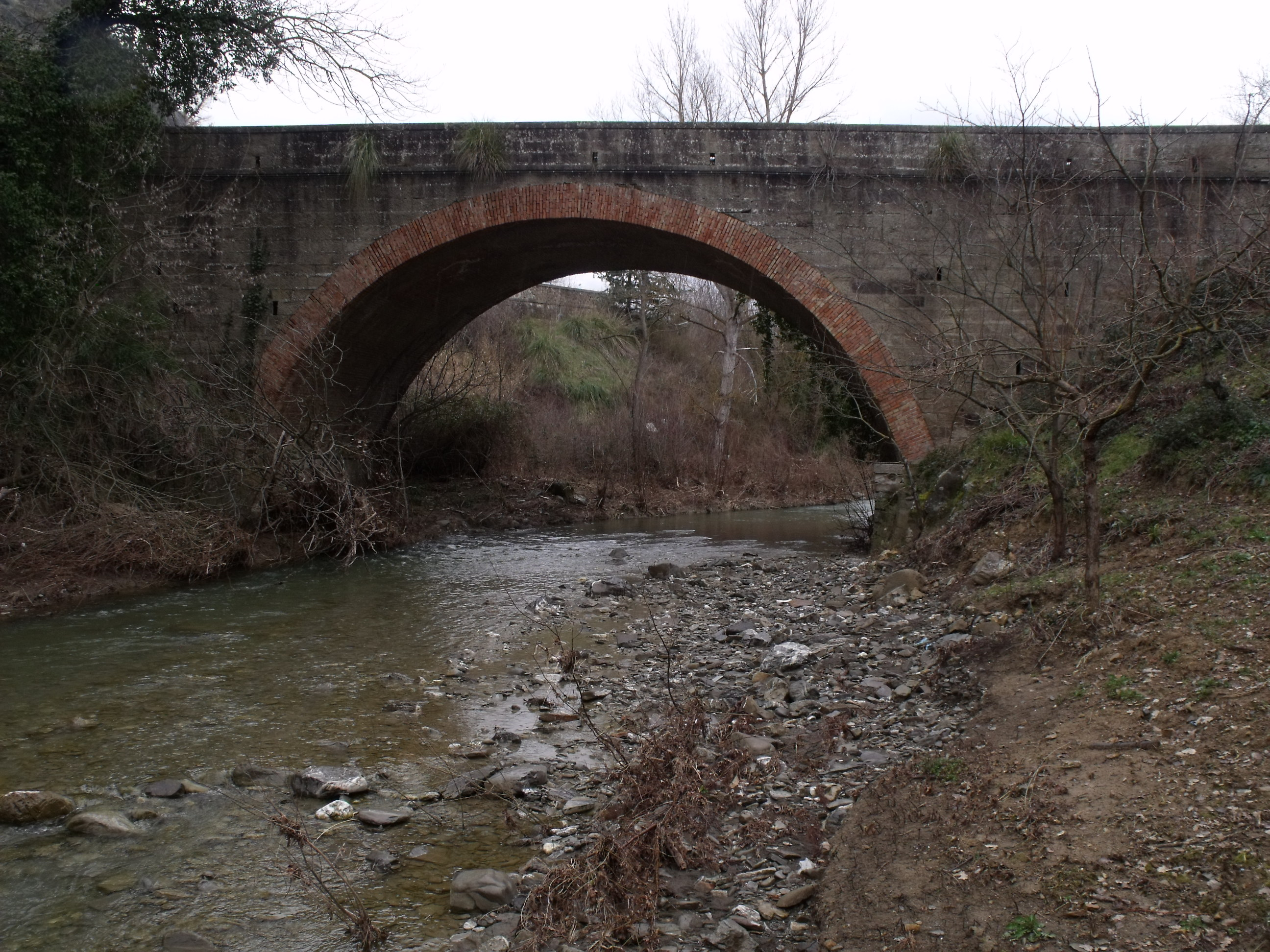
Brücke über den Vivo in Seggiano
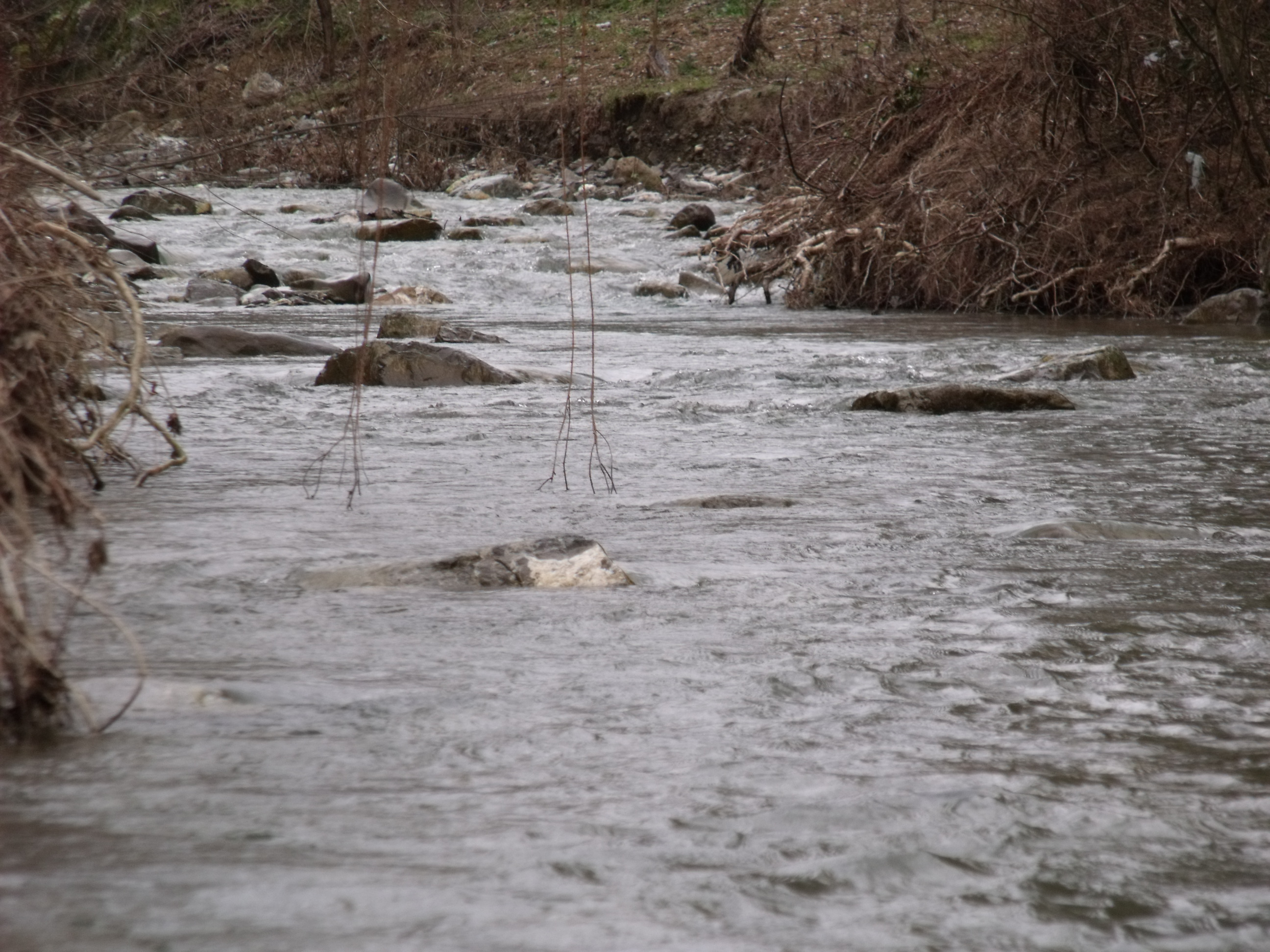
Der Vivo bei Seggiano
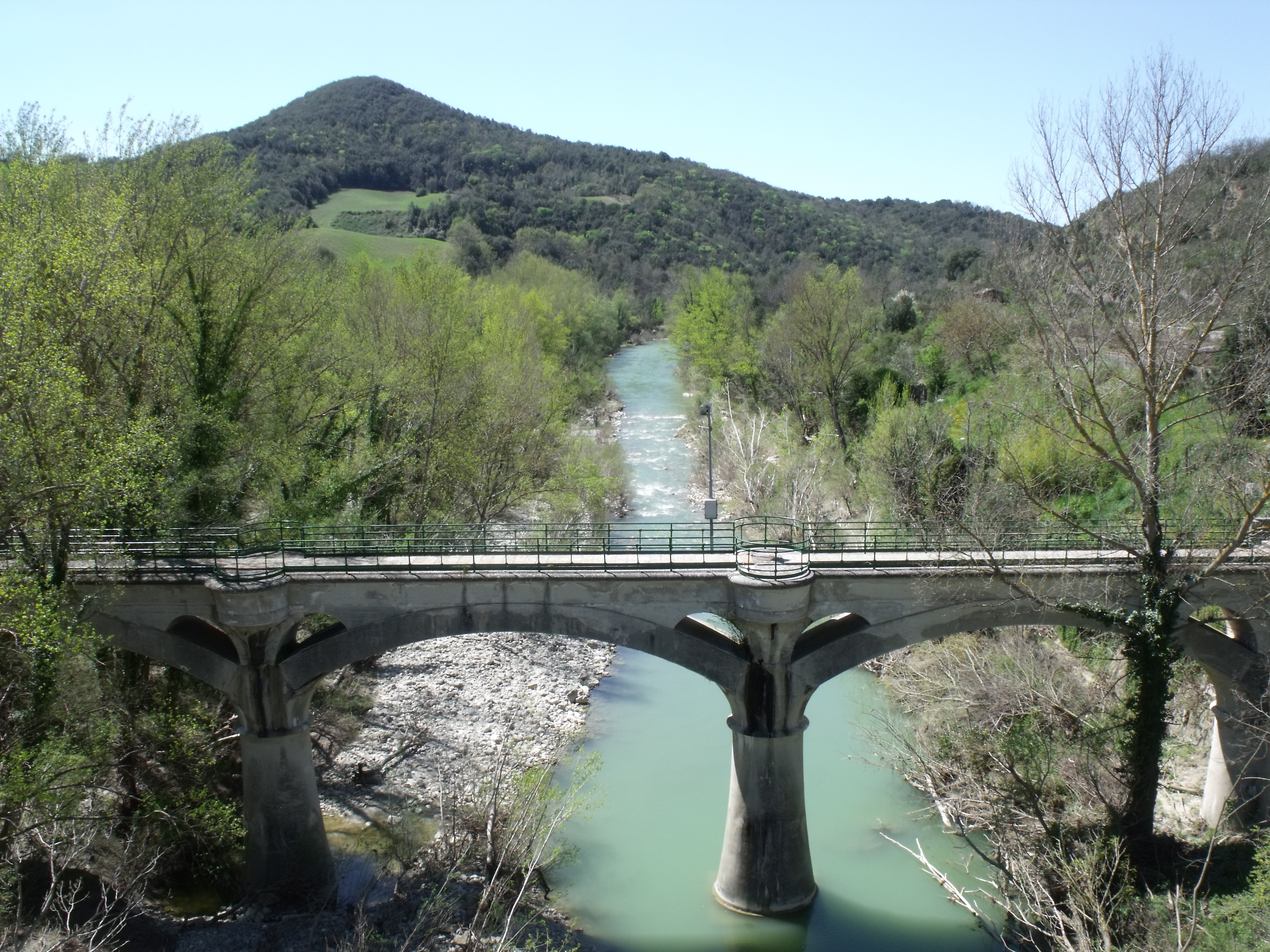
Das Acquedotto del Vivo (bzw. di Siena) passiert bei Monte Amiata Scalo den Fluss Orcia